# Нагорное (Гурьевский городской округ)
Нагорное — посёлок в Гурьевском городском округе Калининградской области. Входил в состав Низовского сельского поселения (упразднён в 2014 году).

## История
В 1946 году Когген был переименован в поселок Нагорное.

## Население
| 2002 | 2010 |
| ---- | ---- |
| 54   | ↗58  |